# Société française de cardiologie
De Société Française de Cardiologie is een Franse organisatie voor onderzoek op het gebied van de cardiologie. Ze houdt zich bezig met het bevorderen van wetenschappelijk onderzoek op het gebied van de cardiologie, met bijscholing van beroepsbeoefenaren in de cardiologie, en met het opstellen van richtlijnen en aanbevelingen voor de zorg. De organisatie is lid van de European Society of Cardiology.